# Beloha
Beloha, également appelé Beloha-sur-Androy, est une commune urbaine malgache, chef-lieu du district de Beloha, située dans la partie sud de la région d'Androy.